# Depok (Depok)
Depok is een bestuurslaag in het regentschap Cirebon van de provincie West-Java, Indonesië. Depok telt 2874 inwoners (volkstelling 2010).